# 1,8-壬二烯
1,8-壬二烯（英語：1,8-nonadiene）是一种有机化合物，化学式C9H16，它是米糠蜡的热解产物。它在乙酸铜、氯化钯催化下被氧气氧化，可以得到2,8-壬二酮。